# Jean-Sébastien Devoucoux
Pour les articles homonymes, voir Devoucoux.
Jean Sébastien Adolphe Devoucoux, ou abbé Devoucoux, ou Monseigneur Devoucoux (ses écrits sont signés Jean, évêque d'Évreux), né le 18 mars 1804 à Lyon et mort le 2 mai 1870 à Évreux, est un homme d'Église français, archéologue et historien.

## Biographie

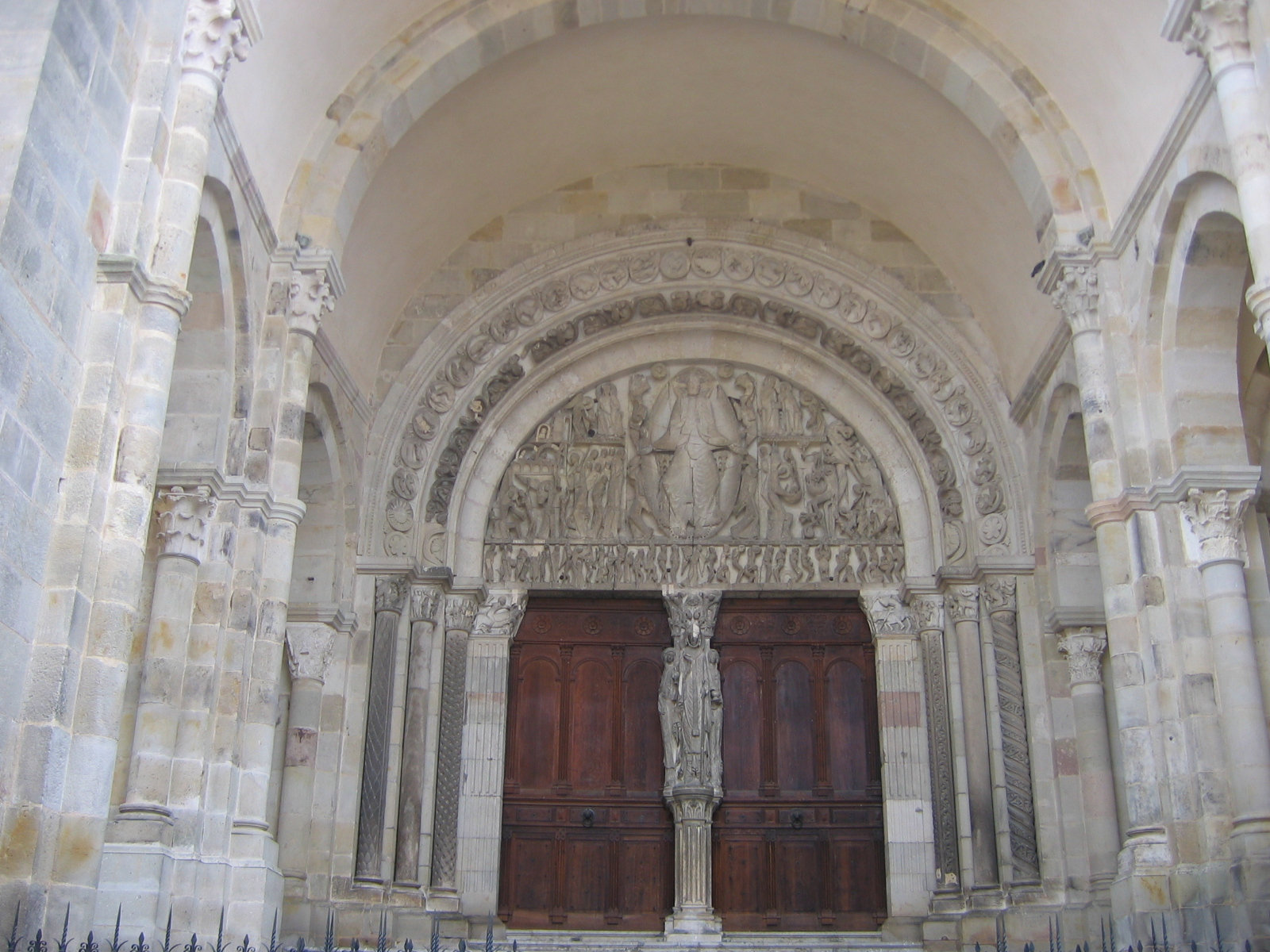
Portail de la cathédrale Saint-Lazare d'Autun.

Né de Lazare Devoucoux, fonctionnaire des impôts et de Marie-Anne Caudrian, il fit ses études au collège royal de Lyon puis au petit séminaire d'Autun (actuel lycée militaire d'Autun). Le 24 août 1829, il est ordonné prêtre et devient le secrétaire particulier de Bénigne-Urbain-Jean-Marie du Trousset d'Héricourt (1797-1851), évêque d'Autun. Ce dernier, féru de symbolisme et de patrimoine religieux, lui donne le virus de l'histoire et de l'ésotérisme. En 1836, il participe à la création de la Société éduenne, dont il sera longtemps le secrétaire général. Le 23 mai 1837, alors chanoine, c'est par son entremise que fut redécouvert le portail de la cathédrale Saint-Lazare d'Autun, plâtré en 1766. En 1839, il accompagne à Oxford, pour des recherches, le cardinal Jean Baptiste François Pitra qui restera toujours son ami. En 1841, il passe de vicaire à vicaire général d'Autun. En 1846, on lui doit le sauvetage du livre de l'historien d'Autun Edme Thomas qui contient des données d'archéologie traditionnelle sur les monuments d'Autun. Le 14 février 1855, il devient président de la société éduenne. Le 16 mai 1858, il est évêque d'Évreux. En 1859, il est membre de la société française d'archéologie et président de la société libre de l'Eure.

## Politique épiscopale
Homme de dialogue, gallican très modéré, il a toujours été un partisan d'une Église unie ainsi qu'un bonapartiste convaincu. Il est un participant zélé du concile provincial de Lyon en 1850. En 1865, il fulmine contre l'interdiction de publication de l'encyclique Quanta Cura faite à l'épiscopat français. Il fut le porte-parole de l'église gallicane au premier concile œcuménique du Vatican, et eut peu de temps pour commenter la décision sur l'infaillibilité de l'Église. Déjà fort malade durant le concile, il meurt le 2 mai 1870.
Le musée d'Orsay conserve un portrait photographique de lui réalisé par Eugène Disdéri après 1861.

## Œuvre
Il voyait dans les proportions des monuments religieux de son temps et les temples antiques une certaine continuité d'esprit liée aux mesures nécessaire à leurs constructions.
Il est l'auteur d'une soixantaine de publications dont :
- Autun archéologique.
- Du culte de saint Lazare à Autun.
- Histoire de l'antique cité d'Autun et Études d'archéologie traditionnelle par Mgr Devoucoux.

## Distinction
- Chevalier de la Légion d'honneur des mains de Napoléon III (8 septembre 1858)[1]

## Armes
Écartelé de gueules et d'or; à la croix ancrée de sable sur la partition.

## Sources
- Denis Grivot, Autun, Lyon, Lescuyer, 1967 p. 300.
- Notice biographique sur Mgr Sébastien Adolphe Devoucoux par Honoré Fisquet.
- Sous le même titre, par Jacques Gabriel Bulliot, Mémoires de la société éduenne, Tome I, 1872, DEJUSSIEU, p. 107-132.